# The Memphis Horns
The Memphis Horns (с англ. — «Духовые из Мемфиса») — музыкальная группа, секция духовых инструментов, сформированная в Мемфисе, Теннесси в 1969 году трубачом Уэйном Джексоном и саксофонистом Эндрю Лавом. Группа является лауреатом Премии «Грэмми» за выдающиеся жизненные достижения (2012), став при этом лишь второй группой поддержки, удостоенной премии за всю её историю.. Номинант Blues Music Awards в номинации «Блюзовый инструменталист — иной»/«Блюзовый инструменталист — духовые» (1996, 2000—2003). Группа особенно известна своим участием в записях других музыкантов, исполняющих музыку в совершенно различных стилях. Они записались на 83 релизах, которые были сертифицированы RIAA как «золотые» и «платиновые», 116 записях, попавших в первую десятку чартов и 15 записях, получивших премию Грэмми. В числе музыкантов, которые записывали свои альбомы с The Memphis Horns наряду со звёздами блюза, такими как Би Би Кинг, Альберт Кинг и Роберт Крей такие имена, как Элвис Пресли, Арета Франклин, U2, Стинг, Питер Гэбриэл, Род Стюарт, Джимми Баффетт, Джо Кокер, Билли Джоэл, Дзуккеро и даже глэм-метал группа Cinderella. Группа введена в залы славы музыки Мемфиса и Нэшвилла.

## История
История группы начинается с 1965 года, когда к домашней духовой секции Stax Records, группе под названием The Mar-Keys, которая была создана в том числе трубачом Уэйном Джексоном (1941—2016) в старших классах школы (и даже записала единственный свой хит «Last Night» в 1961 году) присоединился, закончив своё музыкальное образование в Университете Лэнгстона, саксофонист Эндрю Лав (1941—2012). Присоединиться к The Mar-Keys Лаву настоятельно рекомендовал Эл Джексон, барабанщик группы Booker T. & the M.G.’s, которая в то время являлась также домашней инструментальной группой Stax Records. По существу это была одна и та же домашняя группа Stax Records, и как правило если песня записывалась с духовым инструментами, аккомпанемент на релизе приписывался The Mar-Keys, если без духовых — то Booker T. & the M.G.’s; вместе с тем, группы вели и отдельную друг от друга деятельность. До The Mar-Keys Эндрю Лав играл с Вилли Митчеллом, который временами говорил о Лаве, как о лучшем саксофонисте, которого он знает.
В то время The Mar-Keys стали важной составляющей звука Stax Records, называемом «мемфисским жирным звучанием», и музыканты были очень востребованы: «Крупные продюсеры, такие как Джерри Векслер из Atlantic Records, звонили Джексону и говорили: „Уэйн, детка, мне нужны кое-кто из этих мемфисских духовых!“». «Если вы звоните Memphis Horns, вы знаете, что вы получите: твёрдые линии духовых и тёплые, плавные гармонии, подчёркивающие вокал или выделяющие мелодию». В конечном итоге название The Memphis Horns прочно привязалось к группе и «звукозаписывающие лейблы, жаждущие немного их мемфисской магии, начали отчаянно пытаться заказать сессии с группой». Однако Stax Records напротив, настаивала на эксклюзивности, и в результате Джексон и Лав, не желающие терять свободу, покинули Stax Records, 19 июня 1969 года создали The Memphis Horns и стали фрилансерами.
С того времени группа записывала и свои альбомы, но в основном работала сессионно с другими музыкантами. С Питером Гэбриелом они записали его знаменитую песню «Sledgehammer», с U2 — «Angel of Harlem». Можно выделить работу с Робертом Креем: The Memphis Horns записалась на его пяти наиболее удачных альбомах, в том числе, получивших Грэмми. В течение трёх лет группа гастролировала с Джимми Баффеттом, в течение года — с Джо Кокером.
После того, как Эндрю Лав в 2004 году оставил группу в связи с диагностированной болезнью Альцгеймера, Уэйн Джексон пригласил Тома МакГинли, баритон-саксофониста для того, чтобы закончить начатые проекты.
В 2012 году группа стала лауреатом Премии «Грэмми» за выдающиеся жизненные достижения. В 2016 году умер Уэйн Джексон.
«Memphis Horns — это квинтэссенция музыкальной комбинации Мемфиса: Эндрю Лав, высокий, чёрный и такой же мягкий, как одно из его теноровых соло; Уэйн Джексон, невысокий, белый и такой же интенсивный, как звук его трубы».

## Дискография
- The Memphis Horns (1970)
- Horns for Everything (1972)
- High On Music (1976)
- Get Up & Dance (1977)
- The Memphis Horns Band II (1978)
- Welcome to Memphis (1979)
- Flame Out (1992)
- The Memphis Horns with Special Guests (1995)
- Wishing You a Merry Christmas (1996)